# Шытты
Шытты (каз. Шытты, до 1999 г. — Ленино) — село в Отырарском районе Туркестанской области Казахстана. Входит в состав Талаптинского сельского округа. Код КАТО — 514849500.

## Население
В 1999 году население села составляло 1183 человека (609 мужчин и 574 женщины). По данным переписи 2009 года, в селе проживало 1425 человек (733 мужчины и 692 женщины).